# Leptogorgia chilensis
Leptogorgia chilensis is een zachte koraalsoort uit de familie Gorgoniidae. De koraalsoort komt uit het geslacht Leptogorgia. Leptogorgia chilensis werd in 1868 voor het eerst wetenschappelijk beschreven door Verrill. 